# コッレコルヴィーノ
コッレコルヴィーノ（イタリア語: Collecorvino）は、イタリア共和国アブルッツォ州ペスカーラ県にある、人口約6,000人の基礎自治体（コムーネ）。

## 地理

### 位置・広がり

#### 隣接コムーネ
隣接するコムーネは以下の通り。
- カッペッレ・スル・ターヴォ
- チッタ・サンタンジェロ
- エーリチェ
- ロレート・アプルティーノ
- モスクーフォ
- ピッチャーノ

## 行政

### 分離集落
コッレコルヴィーノには、以下の分離集落（フラツィオーネ）がある。
- Barberi, Campotino, Caparrone, Cepraneto, Congiunti, Raieta, Santa Lucia, Santa Maria, Torre